# Frickendorf (Schweitenkirchen)
Frickendorf ist ein Gemeindeteil von Schweitenkirchen im oberbayerischen Landkreis Pfaffenhofen an der Ilm. Das Kirchdorf liegt circa eineinhalb Kilometer nördlich von Schweitenkirchen.

## Geschichte
Der Ort wird um 960 erstmals urkundlich erwähnt. Ein Adelsgeschlecht in Frickendorf wird 1029 genannt.
Am 1. April 1971 kam Frickendorf bei der Auflösung der Gemeinde Eberstetten zu Schweitenkirchen (der Großteil der aufgelösten Gemeinde wurde nach Pfaffenhofen an der Ilm eingemeindet).

## Baudenkmäler
- Katholische Filialkirche St. Margaretha